# 30a cerimònia dels Lumières
La 30a cerimònia dels Lumières de la Premsa Internacional, va tenir lloc el 20 de gener de 2025 al Forum des images, presentada per Pierre Zeni i Eve Jackson.
Les nominacions es van anunciar el 12 de desembre de 2024. Emilia Pérez va liderar les nominacions amb sis, seguida de L'Histoire de Souleymane i Miséricorde amb cinc.

## Guanyadors i nominats
* Font: Pàgina del premi a AlloCiné. 
| Millor pel·lícula - Emilia Pérez de Jacques Audiard - All We Imagine as Light de Payal Kapadia - L'Histoire de Souleymane de Boris Lojkine - Miséricorde de Alain Guiraudie - Le Roman de Jim d'Arnaud Larrieu i Jean-Marie Larrieu                                     | Millor director - Jacques Audiard per Emilia Pérez - Matthieu Delaporte i Alexandre de La Patellière per El comte de Montecristo - Alain Guiraudie per Miséricorde - Boris Lojkine per L'Histoire de Souleymane - François Ozon per Quand vient l'automne |
| Millor actor - Abou Sangaré per L'Histoire de Souleymane - Adam Bessa per Les Fantômes - Paul Kircher per Leurs enfants après eux - Karim Leklou per Le Roman de Jim - Pierre Niney per El comte de Montecristo                                                         | Millor actriu - Karla Sofía Gascón per Emilia Pérez - Hafsia Herzi per Borgo - Agnès Jaoui per Ma vie ma gueule - Anamaria Vartolomei per Maria - Hélène Vincent per Quand vient l'automne                                                                |
| Millor actor revelació - Clément Faveau per Vingt Dieux - Sayyid El-Alami per Leurs enfants après eux - Malik Frikah per L'Amour ouf - Félix Kysyl per Miséricorde - Pierre Lottin per Quand vient l'automne                                                            | Millor actriu revelació - Ghjuvanna Benedetti pour Le Royaume - Maïwène Barthélemy per Ving Dieux - Malou Khebizi per Diamant brut - Clara-Maria Laredo per À son image - Megan Northam per Rabia                                                         |
| Millor coproducció internacional - Les Graines du figuier sauvage de Mohammad Rasoulof - Grand Tour (pel·lícula) de Miguel Gomes - Green border de Agnieszka Holland - El profesor de María Alché i Benjamín Naishtat - Septembre sans attendre de Jonás Trueba         | Millor guió - Jacques Audiard per emilia Pérez - Alain Guiraudie per Miséricorde - Boris Lojkine i Delphine Agut per L'Histoire de Souleymane - Jonathan Millet i Florence Rochat per Les Fantômes - François Ozon per Quand vient l'automne              |
| Millor primera pel·lícula - Vingt Dieux de Louise Courvoisier - Diamant brut de Agathe Riedinger - Les Fantômes de Jonathan Millet - Rabia de Mareike Engelhardt - Le Royaume de Julien Colonna                                                                         | Millor fotografia - Nicolas Bolduc per El comte de Montecristo - Josée Deshaies per La Bête - Tristan Galand per L'Histoire de Souleymane - Paul Guilhaume per Emilia Pérez - Claire Mathon per Miséricorde                                               |
| Millor música - Camille i Clément Ducol per Emilia Pérez - Bertrand Bonello i Anna Bonello per La Bête - Amaury Chabauty per Leurs enfants après eux - Alexandre Desplat per La Plus Précieuse des marchandises - Yuksek per Les Fantômes                               | Millor documental - Dahomey de Mati Diop - Bye Bye Tibériade de Lina Soualem - Madame Hofmann de Sébastien Lifshitz - Orlando, la meva biografia política de Paul B. Preciado - Voyage à Gaza de Piero Usberti                                            |
| Millor pel·lícula d'animació - Straume de ints Zilbalodis - Angelo dans la forêt mystérieuse de Vincent Paronnaud i Alexis Ducord - Maya, donne-moi un titre de Michel Gondry - La Plus Précieuse des marchandises de Michel Hazanavicius - Sauvages ! de Claude Barras | Premi Lumière d’honor - No atorgat |